# De sage van de Lawoe

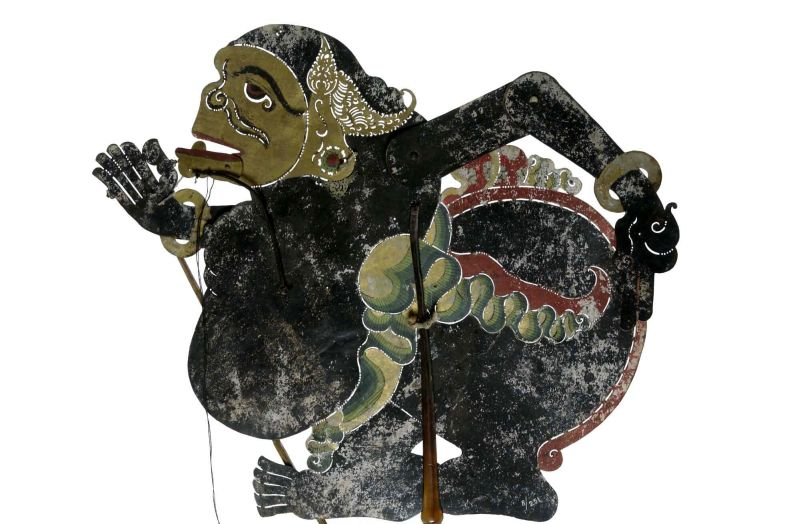
Semar

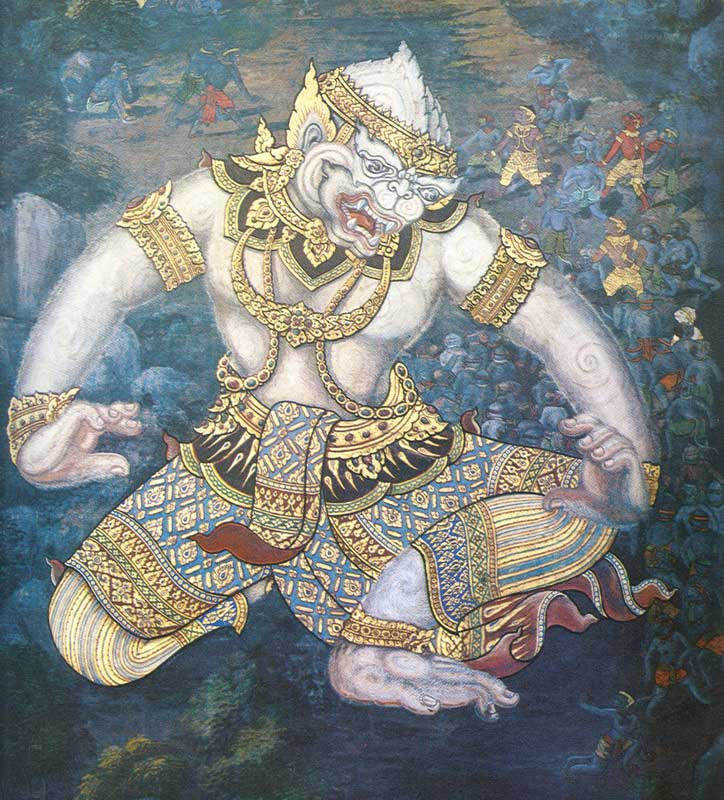
Hanuman

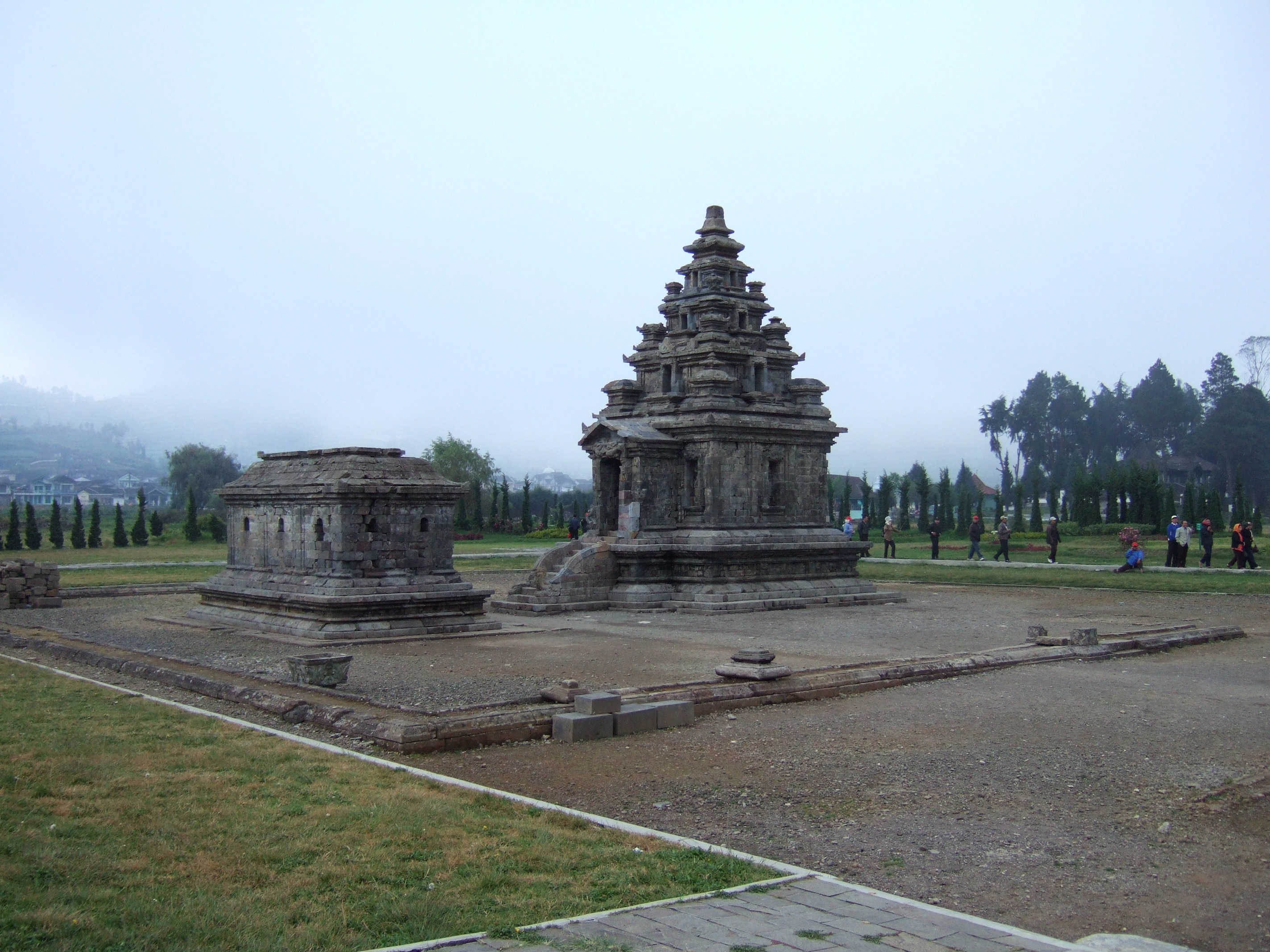
Candi Semar en Candi Arjoena, Java

De sage van de Lawoe is een volksverhaal uit Indonesië.

## Het verhaal
Toen de goden nog in de bergen van Java woonden, zetelde Semar op de berg Lawoe. Mensen kunnen hun ogen niet van hem afhouden en hoogmoed druppelt als een vergif in zijn gemoed. Hij waant zich beter en wijzer dan al het geschapene en kijkt vol minachting neer op de schepsels der aarde. Hij wil alleen omgang hebben met de sterren, maar kan ze niet bereiken. Hij besluit de berg op te hogen, zodat hij op de top de sterren kan bereiken. Semar wacht de hele dag en de kinderen van de maan flonkeren 's nachts tegen de zwarte ondergrond. Hij kijkt elke nacht naar de lichtjes en vraagt zich af wanneer ze tegen hem spreken zullen. Geen geluid verbreekt de stilte en op een avond gilt hij dat hij ongelukkig is. Een vriendelijk oog kijkt op hem neer en hij vertelt het gezelschap van mensen te zijn ontvlucht. Hij zegt voortaan alleen te willen spreken met sterren en met hen mee te willen gaan. De stem zegt dat dit niet mogelijk is.
Ook overdag zien de sterren alles op aarde en dan vraagt Semar of hij niet schoon boven alles is. De sterren antwoorden alleen de schoonheid in het hart te zien en dat van Semar is boos en lelijk. Woedend springt Semar op en met een vreselijke vloek rukt hij de ster van de hemelboog. Toen de ster viel, veranderde zij in de Hanumanaap. De ster zegt dat hij in een aap veranderd is, maar toch zullen de mensen de god blijven vereren en eerbiedigen. Semar zal voortaan in grotten en spelonken schuilen moeten. Hij geeft de Lawoe een grote schop en Semars harde werk stort ineen. De god wordt in de lawine meegenomen en ziet zijn lichaam en meet zichzelf. Hij is geslonken tot een dwerg en rent naar de rivier. Hij ziet zijn spiegelbeeld en is misvormd, hij is een afschuwelijk gedrocht geworden. Hanuman wordt vereerd, maar Semar durft zich niet meer te vertonen.

## Achtergronden
- In de Indonesische cultuur spelen geesten een belangrijke rol. Voor men een brug over de rivier overgaat, stopt men en brengt een offer aan de watergeest die beneden woont. Koperen munten worden in het water gegooid. Er zijn talloze andere wezens, zoals goden, geesten en demonen. Ze wonen bij de waringin en kerkhoven, op kruispunten en over diepe ravijnen. Ook in badkamers en andere onreine plaatsen wonen geesten. Er zijn ook gewone spoken en kwelgeesten. De vorstin van alle geesten en demonen, Ratu Kidul (of Nyai Lara Kidul), woont in de duistere wateren onder de golven van de oceaan ten zuiden van Java.
- In deze sage wordt het uiterlijk van Semar verklaard. Hij en zijn zoons Petruk, Nala Gareng en Bagong spelen als dienaar (panakawan) van de held Arjoena in het wayangspel. Ze brengen een vrolijke noot. Semar heeft dubbelheid in zijn karakter, mismaakt en grappig maar bewonderd om zijn wijsheid. Tijdens de garagara (chaos) verschijnt hij ten tonele. Hij is bemiddelaar tussen zijn meesters, de Pandawa's, en de goden. Hij is de enige die de goden direct durft aan te spreken en ze tot actie te dwingen. De figuren maakten oorspronkelijk geen deel uit van het Indische repertoire. Het is mogelijk dat Semar een godheid was, die niet is verdrongen door de komst van het Hindoeïsme.
- Semar maakt de berg hoger om de sterren te bereiken, vergelijkbaar met de Toren van Babel, die werd gebouwd op de vlakte van Sinear om God te bereiken.
- In Het verhaal van de schijnheilige asceet begeert een asceet een vrouw, maar krijgt een aap en delft het onderspit.